# Rososza (rejon winnicki)
Rososza (ukr. Росоша) – wieś na Ukrainie, w obwodzie winnickim, w rejonie winnickim, w hromadzie Lipowiec. W 2001 liczyła 2450 mieszkańców, spośród których 2427 wskazało jako ojczysty język ukraiński, a 23 rosyjski